# Sprite (motorfiets)

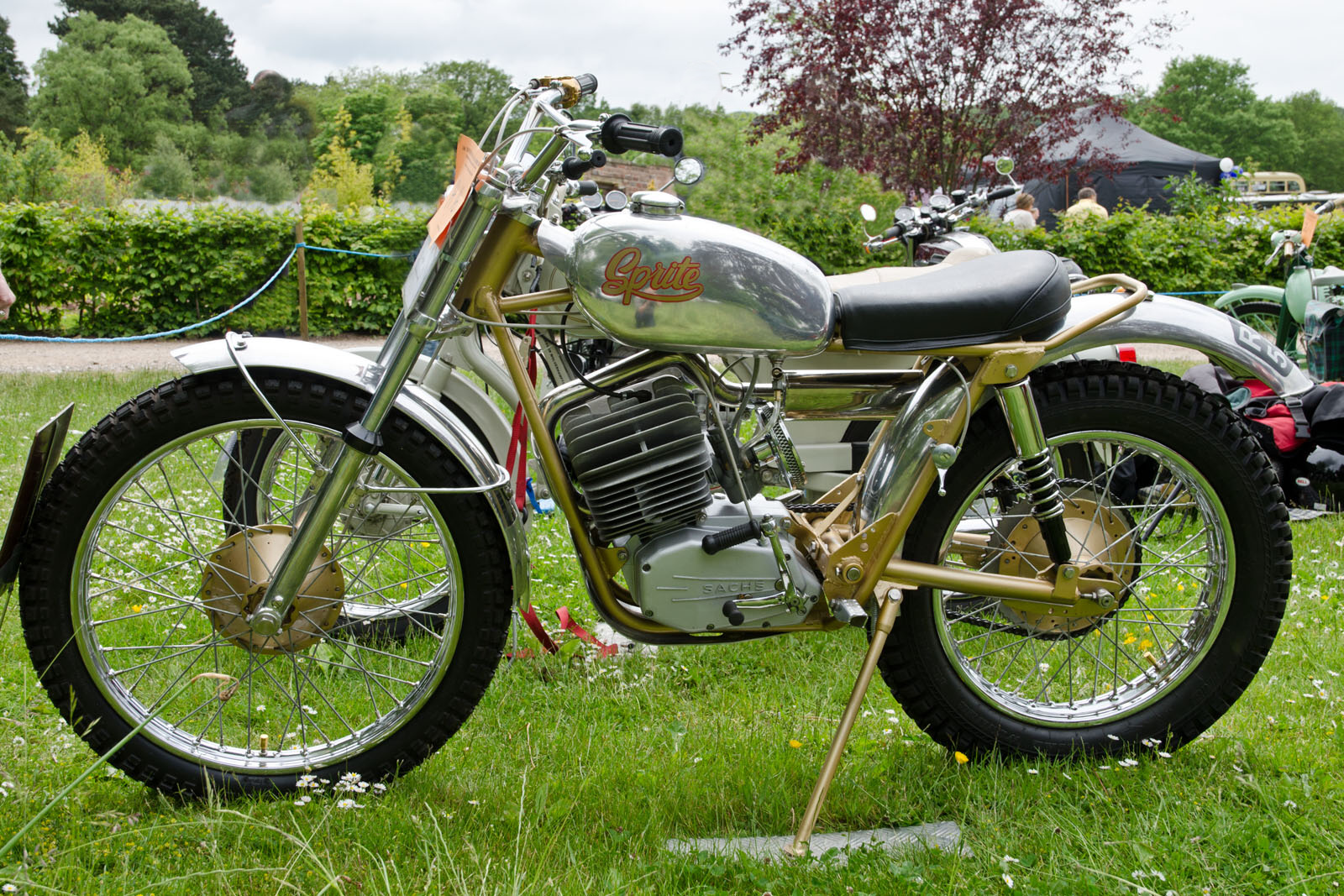
Sprite Goldfinger met Sachs motor, 1970

Sprite is een historisch Brits motorfietsmerk.
De bedrijfsnaam was Hipkin & Evans, Sprite Motor Cycles, Oldbury, later Sprite Developments Ltd., Halesowen, Worcester
Frank Hipkin was een succesvol trial- en endurorijder. Hij ging zelf zijn eigen motorfietsen bouwen. Daarvoor gebruikte hij kant en klare onderdelen. Al snel kreeg hij verzoeken van andere coureurs om motorfietsen voor hen te maken. In 1964 besloot hij zijn eigen bedrijf te beginnen, samen met Fred Evans. Ze noemden hun machines "Sprite" en openden een werkplaats aan Elm Street in Oldbury (West Midlands). Ze maakten complete motorfietsen en bouwpakketten, waardoor de kosten laag konden blijven. Veel producten werden geëxporteerd. De Amerikaanse importeur American-Eagle verkocht ze onder zijn eigen merknaam. Men leverde crossmotoren en trialmotoren, maar ook een framekit voor een 500 cc Triumph motor.
De Sprites werden aangedreven door inbouwmotoren van Villiers, waaronder de beroemde Villiers "Starmaker". Een bouwpakket met dit blok kostte 215 Pond.
In 1965 verhuisde het bedrijf naar Halesowen en veranderde de naam in Sprite Developments. In 1968 stokte de levering van Villiers motoren, waardoor een aantal machines werden geleverd met Husqvarna en 360 cc Maico motoren. In 1969 werd een trialmotor met een Sachs tweetaktmotor uitgebracht.
Op Brits nationaal niveau waren de Sprite machines redelijk succesvol, maar aan het begin van de jaren zeventig kwam het bedrijf in financiële problemen doordat de Amerikaanse importeur American-Eagle failliet ging. American-Eagle had nog een grote schuld bij Hipkin en Evans. Sprite had enkele jaren nodig om dit verlies te boven te komen, maar in 1974 werd de fabriek gesloten. Vanaf 1971 had men zich al geconcentreerd op de productie van voorvorken en naven.
Niet te verwarren met het eveneens Britse, maar veel oudere merk Spryt dat werd geproduceerd door Excelsior in Coventry.